# Carlo Panati
Carlo Panati (Macerata, 1850 – Roma, 1935) è stato uno scultore italiano.

## Biografia
Studiò all'Istituto d'arte di Roma e fu allievo dello scultore purista Rinaldo Rinaldi (1793-1873). 
Partecipò all'impresa garibaldina di Mentana nel 1867 e tre anni più tardi alla presa di Roma, per poi compiere la leva nel corpo dei Bersaglieri, dove decise di restare raggiungendo il grado di capitano. 
Si perfezionò nello studio dello scultore Giulio Monteverde, seguendo l'esempio del suo naturalismo nella realizzazione di numerosi monumenti celebrativi e funerari, sia a Roma che in numerose città d'Italia.
Una via di Macerata è dedicata a lui.

## Opere principali
- Busto di Marsilio Ficino (1890), Passeggiata del Pincio, Roma.
- Monumento all'ammiraglio Simone Pacoret de Saint-Bon (1895) nel Cimitero del Verano, Roma
- Monumento a John Hawley Glover (1829-1885), Cattedrale di S. Paolo, Londra.
- Monumenti per la Cappella della famiglia Berlingieri nel cimitero di Crotone.
- Monumento a Lauro Rossi (1910), Macerata.
- Busto di Giovanni Pascoli (1922), Passeggiata al Pincio, Roma.
- Monumento ai Caduti di Patrica (1923), in provincia di Frosinone
- Monumento ai Caduti di Abbadia San Salvatore (1923), provincia di Siena.